# Czarnogłówka (ptak)
Czarnogłówka, czarnogłówka zwyczajna, sikora czarnogłowa, sikora czarnogłówka (Poecile montanus) – gatunek małego ptaka z rodziny sikor (Paridae). Zamieszkuje Eurazję, przeważnie jest osiadły. Bardzo liczny, nie jest zagrożony.

## Systematyka
Takson ten po raz pierwszy zgodnie z zasadami nazewnictwa binominalnego opisał w 1827 roku Thomas Conrad von Baldenstein. Autor nadał mu nazwę Parus cinereus montanus, uznając go za podgatunek bogatki orientalnej. Jako miejsce typowe wskazał górskie lasy szwajcarskiej Gryzonii. Obecnie gatunek zaliczany jest do rodzaju Poecile.
Zwykle wyróżnia się 14 podgatunków P. montanus. Niektórzy badacze do P. montanus zaliczali także kilka podgatunków północnoamerykańskich (bardzo blisko spokrewnionych), obecnie uznawanych za osobny gatunek – sikorę jasnoskrzydłą (P. atricapillus). Za podgatunek czarnogłówki uznawano też sikorę syczuańską (P. weigoldicus).

## Występowanie
Zamieszkuje niemal całą Europę poza jej południowo-zachodnimi i południowo-wschodnimi częściami, lasy terenów umiarkowanych Azji po Półwysep Czukocki i Japonię oraz izolowany obszar w Azji Centralnej. Nie spotkamy jej w Irlandii i Hiszpanii. Wśród europejskich sikor jej areał jest największy. 
W Polsce średnio liczny ptak lęgowy (lokalnie może być nieliczny lub liczny). Czarnogłówkę spotkać można w całym kraju, a w górach do wysokości ok. 1400 m n.p.m. W kraju to ptak przeważnie osiadły (lęgnący się tu i zimujący) i tylko w niektórych latach koczuje. Wybrane osobniki wędrują do miejsc o łagodniejszym klimacie (do południowych granic areału). Późną jesienią obserwuje się przeloty sikor z północno-wschodniej Europy, które swe zimowiska mają w Europie Środkowej i Zachodniej.

### Podgatunki
Wyróżnia się następujące podgatunki, które zamieszkują:
- P. montanus kleinschmidti – wyspa Wielka Brytania.
- P. montanus rhenanus – północno-zachodnia Francja do zachodnich Niemiec, północnej Szwajcarii i północnych Włoch.
- czarnogłówka zwyczajna, czarnogłówka[4] (P. montanus montanus) – południowo-wschodnia Francja do Rumunii, Bułgarii i Grecji.
- P. montanus salicarius – Niemcy i zachodnia Polska do północno-wschodniej Szwajcarii i Austrii.
- P. montanus borealis – Skandynawia na południe do Ukrainy.
- P. montanus uralensis – południowo-wschodnia europejska część Rosji, zachodnia Syberia i Kazachstan.
- P. montanus baicalensis – wschodnio-środkowa i wschodnia Syberia, północna Mongolia, północne Chiny i północna Korea.
- P. montanus anadyrensis – północno-wschodnia Syberia.
- P. montanus kamtschatkensis – Kamczatka i północne Wyspy Kurylskie.
- P. montanus sachalinensis – Sachalin i południowe Wyspy Kurylskie.
- P. montanus restrictus – Japonia.
- czarnogłówka brązowawa[4] (P. montanus songarus) – południowo-wschodni Kazachstan do Kirgistanu i północno-zachodnich Chin.
- P. montanus affinis – północno-środkowe Chiny.
- P. montanus stoetzneri – północno-wschodnie Chiny.

## Charakterystyka

### Cechy gatunku

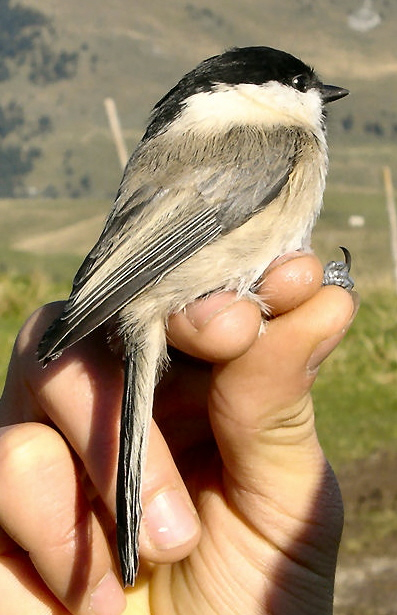
Charakterystyczne u czarnogłówki jest czarne upierzenie wierzchu głowy sięgające za kark do płaszcza

To niewielki ptak o dużej głowie i grubej szyi. Obie płcie ubarwione identycznie. Upierzenie na wierzchu brązowoszare, od spodu beżowobiałe. Na głowie matowo-czarna czapeczka sięgająca do krawędzi płaszcza, za karkiem ma kształt długiego i szerokiego krawacika, na podgardlu czarny szeroki „krawat” o rozmytych brzegach (u bardzo podobnej sikory ubogiej czapeczka jest błyszcząca i nie sięga do płaszcza, a śliniak jest dużo mniejszy i ma ostre brzegi). Na skrzydle przejaśnienie, biała wstawka (jest to pewna, lecz nie zawsze dobrze widoczna cecha odróżniająca od sikory ubogiej, która jej nie ma) – charakterystyczne białawe ubarwienie zewnętrznych chorągiewek lotek drugorzędowych, które przy złożonym skrzydle tworzą podłużny jasny pasek na brązowo-szarym tle, widoczny z daleka. Białe policzki. Dziób krótki, czarny. Boki ciała są płowe. Młode podobne do dorosłych. Gdy nie zna się jej śpiewu, łatwo ją przeoczyć.

Trudności w czasie obrączkowania i oznaczania sprawia duże podobieństwo do sikory ubogiej. U niej jednak sterówki są mniej więcej tej samej długości, podczas gdy u czarnogłówki zewnętrzne są przynajmniej o 5 mm krótsze niż środkowe, a ogon od spodu jest wyraźnie schodkowaty. Jest mniejsza od wróbla. Oprócz tego głowa czarnogłówki jest nieco większa i szersza, na której czapeczka nie błyszczy. To bardzo ruchliwy ptak, ale bardzo skryty i ostrożniejszy niż sikora uboga.

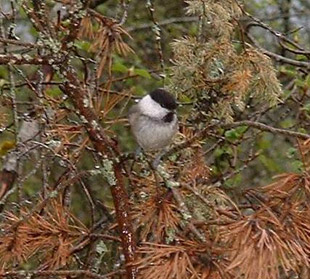
Trudno zauważyć czarnogłówkę w gęstej roślinności, łatwiej ją jednak usłyszeć

### Głos
Od sikory ubogiej można czarnogłówkę odróżnić także po głosie: wabi nosowym, ostrym „spici dedet da dee” lub niewyraźnym, szorstkim „dej-dej”, śpiew to fletowe, opadające dźwięki. Pieśń czarnogłówki jest wprawdzie nieco podobna, ale ma znacznie wolniejszy rytm niż u sikory ubogiej. Gdy jest w grupie, słychać piszczące „ti ti”. Jej gwiżdżąca piosenka „sju sju sju” w poszczególnych fragmentach lekko opada. To jej odgłosy często zdradzają obecność ptaka, bo słychać je prawie bez przerwy.

### Wymiary średnie
długość ciałaok. 12 –13 cm
długość ogonaok. 5,5–6 cm
rozpiętość skrzydełok. 17–20,5 cm

### Masa ciała
ok. 8–14 g

## Biotop
Warunki siedliskowe czarnogłówki nie są dokładnie sprecyzowane. Wybiera najczęściej miejsca wilgotne, zwłaszcza blisko wód stojących lub płynących, biotopy bagienne jak olsy. Nie zamieszkuje tylko jednego określonego typu zbiorowiska roślinnego i na danej wysokości nad poziomem morza, choć liczniejsza jest w średnich i wyższych leśnych położeniach górskich. Zasiedla też suche drzewostany iglaste, mieszane i bory ze starodrzewami. Na terenach lęgowych wynajduje spróchniałe drzewa, gdzie może wykuć dziuple. 

W Polsce występują dwie populacje czarnogłówki: jedna jest związana z podmokłymi zadrzewieniami, nadrzecznymi łozowiskami i zakrzewieniami liściastymi (zwłaszcza łęgowymi), czasem są to nadwodne zarośla wierzbowe; druga z suchymi, młodymi, niskimi lasami sosnowymi i sosnowo-świerkowymi. Czasem widywana w zdziczałych sadach. W przeciwieństwie do sikory ubogiej, zamieszkuje też niewielkie zadrzewienia śródpolne.
Często czarnogłówki spotyka się w gęstej roślinności niezbyt wysoko nad ziemią, a szczególnie w pobliżu zbiorowisk pokrzyw, gdzie dość trudno ją dostrzec. Ponieważ jest wobec człowieka nieufna, tereny bardziej zurbanizowane pozwala zasiedlać sikorze ubogiej.

## Okres lęgowy

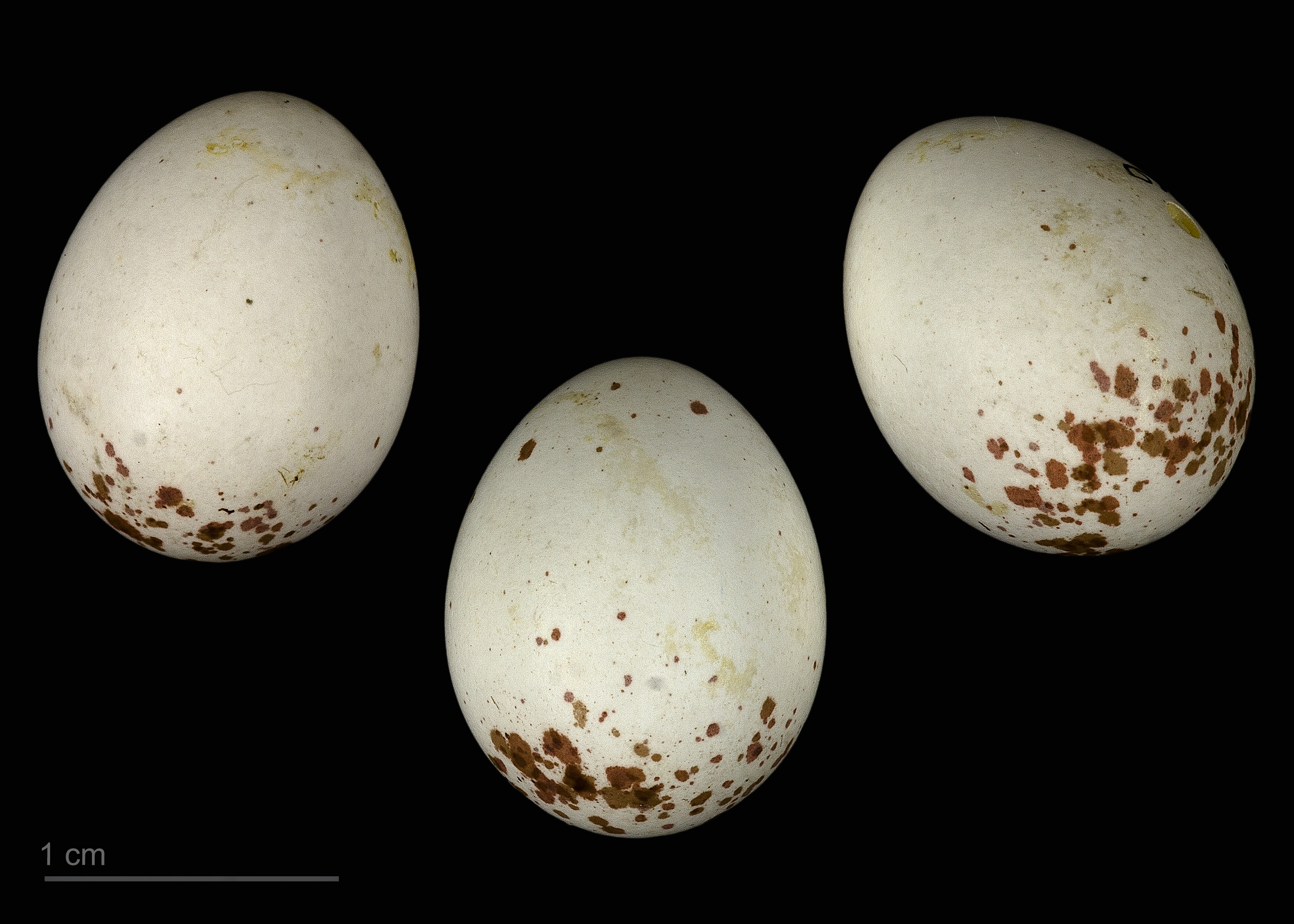
Poecile montanus borealis

Czarnogłówki pierwszy raz przystępują do lęgów mając rok.

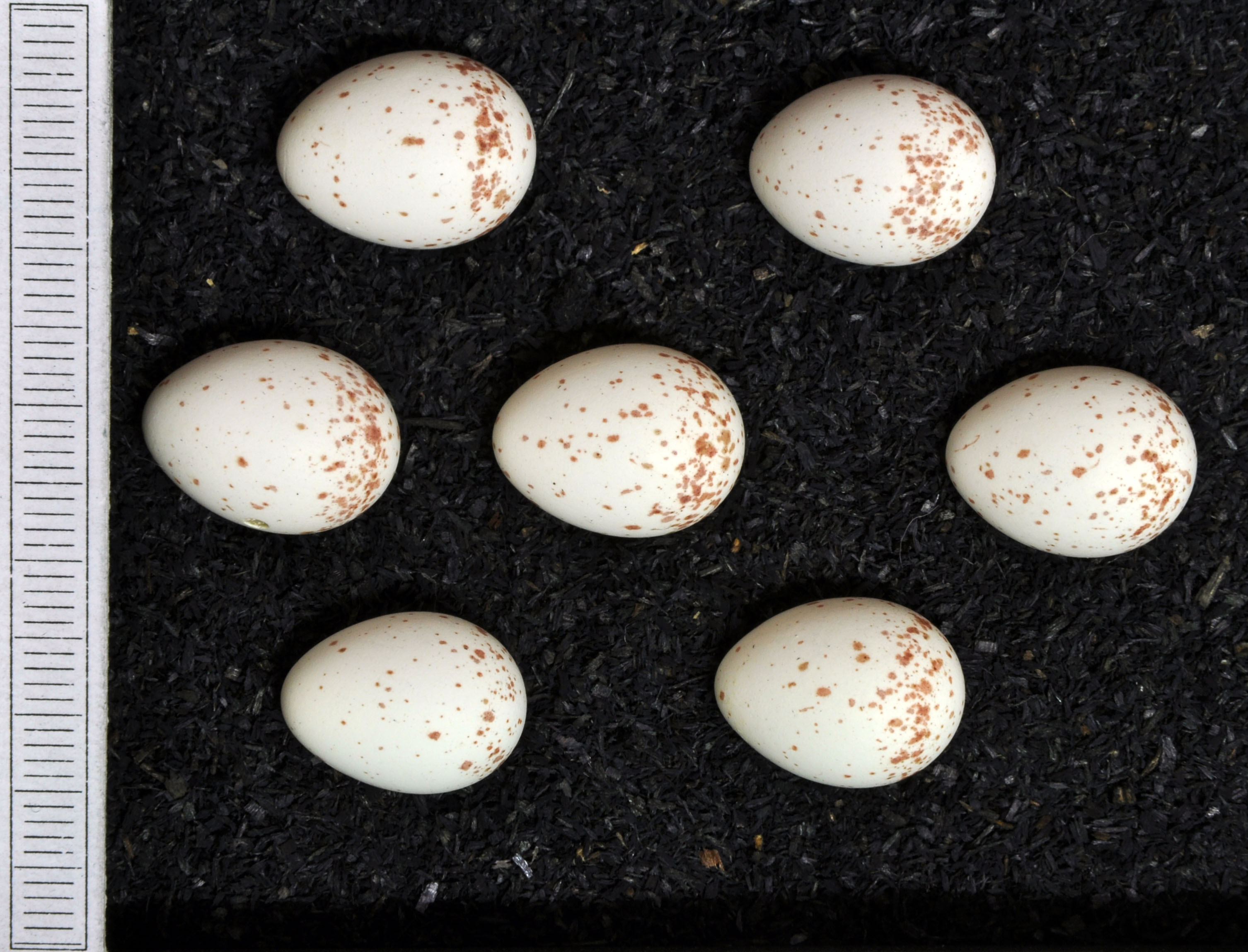
Jaja z kolekcji muzealnej

### Gniazdo
W wykutej przez siebie lub opuszczonej przez bogatkę dziupli w przynajmniej częściowo spróchniałym lub martwym drzewie (niekiedy mogą jedynie poszerzyć istniejącą już lukę w korowinie drewna). Wykuwają ją oboje rodzice, co wyjątkowe u sikor. Samiec jest jednak potrzebny, bo wykucie dziupli i wysłanie jej (gęsto włóknami roślinnymi, piórami, włosiem, puchem i trawami) sprawia tym niewielkim ptakom wiele trudności. Podobne zachowanie wykazuje sikora uboga, ale rzadziej. Inne sikory zajmują tylko gotowe dziuple. Czasem korzysta także ze skrzynek lęgowych, wykrotów i zakamarków kory. Czarnogłówka tylko wyjątkowo zajmuje utworzone przez inne ptaki dziuple. Pary są monogamiczne.

### Jaja
W ciągu roku wyprowadza jeden lęg, składając w kwietniu–maju 4 do 11, wyjątkowo 13 zmiennie czerwonobrązowych, plamistych, białawych jaj.

### Wysiadywanie i opieka nad pisklętami
Jaja wysiadywane są przez okres 13–15 dni przez samicę. W tym czasie samiec przynosi jej pokarm. Potem rodzice karmią młode razem. Pisklęta, gniazdowniki, opuszczają gniazdo po 17–20 dniach, wtedy też stają się lotne. Pomimo to rodzice nadal przez pewien czas je karmią.

## Pożywienie

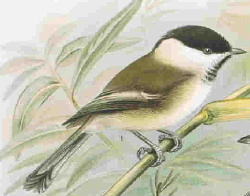
Czarnogłówka unika obecności człowieka, stąd zimą rzadko odwiedza karmniki

Poluje na owady, głównie gąsienice motyli w okresie lęgowym, ale i inne stadia rozwojowe, pająki, a jesienią oraz zimą zjada miękkie nasiona oraz drobne owoce.
Zwierzęcą zdobycz zbiera zwykle z roślin. Żeruje głównie na dolnych gałązkach drzew, krzewów i zarośli, jak i w roślinności zielnej. Gdy szuka pokarmu, często zawisa na gałązkach brzuchem do góry. Rzadko zlatuje na ziemię. Potrafi ścigać owady w powietrzu. Ze względu na płochliwość nie odwiedza zbyt często karmników. Wraz z nastaniem jesieni gromadzi zapasy na zimę – wciska pająki, owady i nasiona w zakamarki kory lub pod rosnące na niej porosty. Zimą zbiera się w mieszane stada złożone z pełzaczy, innych sikor, mysikrólików, dzięciołów i kowalików, które razem szukają pokarmu i wzajemnie ostrzegają się przed drapieżnikami.

## Status i ochrona
Międzynarodowa Unia Ochrony Przyrody (IUCN) uznaje czarnogłówkę za gatunek najmniejszej troski (LC – Least Concern). Liczebność samej tylko populacji europejskiej szacuje się (2015) na 61–88,4 milionów dorosłych osobników, a ponieważ Europa stanowi około 35% zasięgu tego ptaka, jego światową liczebność wstępnie szacuje się na 175–253 miliony dorosłych osobników. Globalny trend liczebności populacji uznawany jest za spadkowy.
Na terenie Polski czarnogłówka jest objęta ścisłą ochroną gatunkową. Na Czerwonej liście ptaków Polski została sklasyfikowana jako gatunek najmniejszej troski (LC). Według szacunków Monitoringu Pospolitych Ptaków Lęgowych, w latach 2013–2018 populacja czarnogłówki w Polsce liczyła 230–292 tysięcy par lęgowych. W pierwszych latach XXI wieku odnotowano silny spadek liczebności tego ptaka; po 2010 roku liczebność zaczęła rosnąć, ale w 2016 roku gatunek był nadal o około 30% mniej liczny niż w roku 2000.